# 8073 Johnharmon
8073 Johnharmon è un asteroide della fascia principale. Scoperto nel 1982, presenta un'orbita caratterizzata da un semiasse maggiore pari a 2,5910656 UA e da un'eccentricità di 0,1691538, inclinata di 12,75116° rispetto all'eclittica.